# Robert Plot
Robert Plot  (Borden, Kent, 13 de dezembro de 1640 — Kent, 30 de abril de 1696) foi um naturalista e químico britânico.

## Biografia
Era filho de Robert Plot e de Rebecca nascida  Patenden. Obteve seu título de bacharel em Artes em Magdalen Hall, Oxford, em 1661, Mestre de Artes em 1664 e dois diplomas de direito em 1671. Em 1677, assumiu como membro da  Royal Society como consequência da exposição de sua coleção de minerais. Em 1682, assumiu como secretário desta Sociedade e  editor da sua revista científica, " The Philosophical Transactions ".
Casou com  Rebecca Burnam em 21 de agosto de 1690. Tornou-se o primeiro curador do Museu de Elias Ashmole (1617-1692) em 1683. No mesmo ano, assumiu como o primeiro professor de química na Universidade de Oxford.
Em 1688, tornou-se historiógrafo do rei Jaime II.
Robert Plot  ficou conhecido por procurar curiosidades naturais em diversos condados ingleses. Na obra  "Natural History of Oxfordshire"  descreveu o fêmur fossilisado de um gigante, que atualmente sabe-se pertencer ao dinossauro Megalosaurus; em  "Natural History of Staffordshire" descreveu um pôr-do-sol  duplo e relata também a existência  de uma longa  rede esquecida de túneis subterrâneos descobertas por um fazendeiro ao escavar uma trincheira. Se os túneis existem ou não, a história ficou no lendário popular.
No campo da química procurou por um solvente universal que poderia ser obtido do espírito do vinho e acreditava que a alquimia era necessária para a medicina. A partir de 1686 Plot mudou o seu enfoque para a arqueologia, porém  interpretou equivocadamente resquícios romanos como saxões.
Robert Plot  estudou o eco para aprender sobre o ar, estudou as águas minerais e reconheceu que os tipos de terras estão dispostos em camadas, porém explicou que os fósseis e moluscos são acumulações cristalizadas do mesmo mineral, e que as fontes de águas minerais tem origem do mar  que corre através de canaletas subterrâneas.

## Obras
- The Natural History of Oxfordshire (1677)
- De Origine Fontium tentamen philosophicum... ( oito volumes, 1684)
- The Natural History of Staffordshire (1686).